# Embaixada do Brasil em Quinxassa
A Embaixada do Brasil em Quinxassa é a missão diplomática brasileira da República Democrática do Congo. A missão diplomática se encontra no endereço, Avenue de la Mongala, 9A - Gombe, Quinxassa, República Democrática do Congo.